# Bibi (culto)

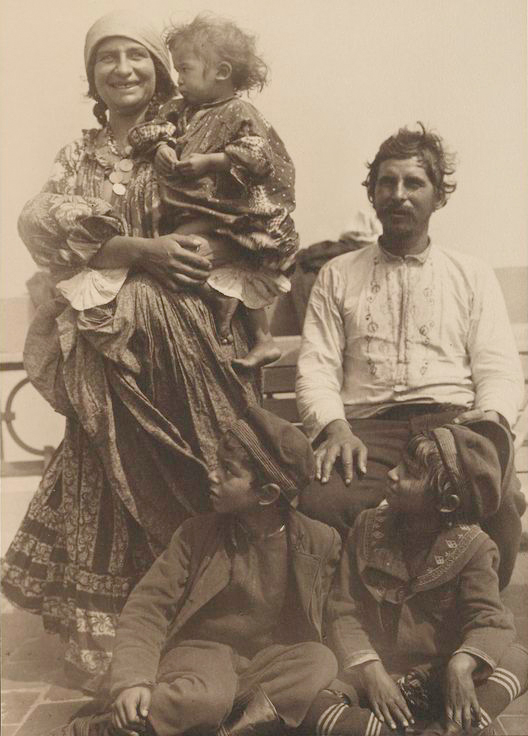
Familia romaní de Serbia (1905)

Bibijako Dive es una fiesta religiosa que celebran la mayoría de los gitanos cristianos ortodoxos que viven en todo el mundo. Los gitanos de credo musulmán también la celebran en los Balcanes. Bibi se celebra como sanadora y protectora de la familia, y sobre todo como protectora de la salud de los niños; es la versión gitana de la diosa hindú Shashthi. Cada lugar o ciudad tiene su propia fecha de celebración, lo que se explica por la leyenda de la Tía Bibi, que acudía a diferentes lugares y realizaba curaciones en distintas fechas. Las fechas de esta fiesta religiosa están relacionadas, en su mayoría, con los días de ayuno de Semana Santa, por lo que son móviles. La presencia de un sacerdote es obligatoria, aunque la Tía Bibi es una santa no canonizada.
En diferentes entornos, Bibi también se llama Bibi sanadora o Bibiyaku. En romaní, bibi significa tía, y el diminutivo de esa palabra es bibiori. La fiesta de la Tía Bibi fue inscrita en el Registro Nacional del Patrimonio Cultural Inmaterial de Serbia en 2019.
Bibi es una de las pocas slavas gitanas verdaderas. Además de Bibi, cada familia romaní celebra su slava (como Babo Fingo en Kakava), así como otras fiestas religiosas, como Semana Santa y Navidad y Bayram (Turquía).

## Costumbres durante la celebración en Serbia
Bibi se celebra de forma colectiva, y todos los gitanos de Serbia se reúnen en un lugar sagrado, normalmente un árbol o una cruz, llevando una tarta de celebración y comida, y en algunos lugares se cuelgan del árbol sagrado regalos para Bibi (peine, espejo y ropa para niños). El día de la celebración, tras el servicio en la iglesia ortodoxa, los gitanos salen en procesión, llevando la tarta y las velas y gritando: «¡A la salud de Bibi (tía)!» (romaní: ¡Bibijako sostipe!). Todos los que celebran la fiesta llevan tarta y platos para servir a los invitados bajo su árbol, normalmente un peral o un nogal. Bajo el árbol se determina el anfitrión de la próxima gloria y se entrega el pastel slava. Se celebra con canciones y bailes, y los niños reciben paquetes llenos de dulces.

## Celebración de Bibi en las comunidades musulmanas
Bibi es muy conocida entre las comunidades romaníes musulmanas de los Balcanes, así como en la región en general. Los gitanos musulmanes la celebran por su fiesta Djisatedimi.
La literatura etnográfica no ofrece información fiable sobre si los romaníes musulmanes celebran el Bibijako Djive. Según el etnógrafo Aleksandar Petrović, los gitanos musulmanes de Kruševac (Serbia) han adoptado la fiesta del Bibijako Djive de los gitanos cristianos, y la celebran el mismo día, pero por la noche. En vísperas del día santo, ayunan durante varios días y la celebración comienza al anochecer. Dragoljub Acković, autor de dos monografías sobre Bibi (2004, 2010), también señala que la literatura etnográfica no contiene información sobre la celebración de Bibijako Djive por parte de los romaníes musulmanes. Sin embargo, en la monografía de 2010, Acković hace referencia a la información recopilada entre los romaníes musulmanes de Prizren, Ferizaj (Kosovo) y Belgrado que indica que estas comunidades romaníes musulmanas celebraban el Bibijako Djive para proteger a sus hijos de las enfermedades, pero que la celebración del culto dura todo un mes, del 31 de enero al 1 de marzo.